# Ypsilothuria bitentaculata
Ypsilothuria bitentaculata is een zeekomkommer uit de familie Ypsilothuriidae.
De wetenschappelijke naam van de soort werd in 1893 gepubliceerd door Hubert Ludwig.